# Каунас, Домас
До́мас Ка́унас (лит. Domas Kaunas; 21 апреля 1949 года, дер. Шляпечяй Плунгеской волости, ныне в Плунгеском районе) — литовский книговед, библиофил, исследователь культуры Малой Литвы; профессор (1993), хабилитированный доктор наук (1990).

## Биография
В 1967 году окончил среднюю школу в Прекуле Клайпедского района. В 1975 году окончил Вильнюсский университет, где на историческом факультете изучал библиотековедение и библиографию. Работал ассистентом, старшим преподавателем, доцентом кафедры научной информации исторического факультета Вильнюсского университета (1975—1990). Стажировался в Московском государственном институте культуры (1983), Берлинском университете имени Гумбольдта (1985).
В 1990 году защитил диссертацию «Развитие литовской книги Малой Литвы 1808—1919 годов» („Mažosios Lietuvos lietuvių knygos raida 1808–1919 metais“) на соискание учёной степени доктора истории.

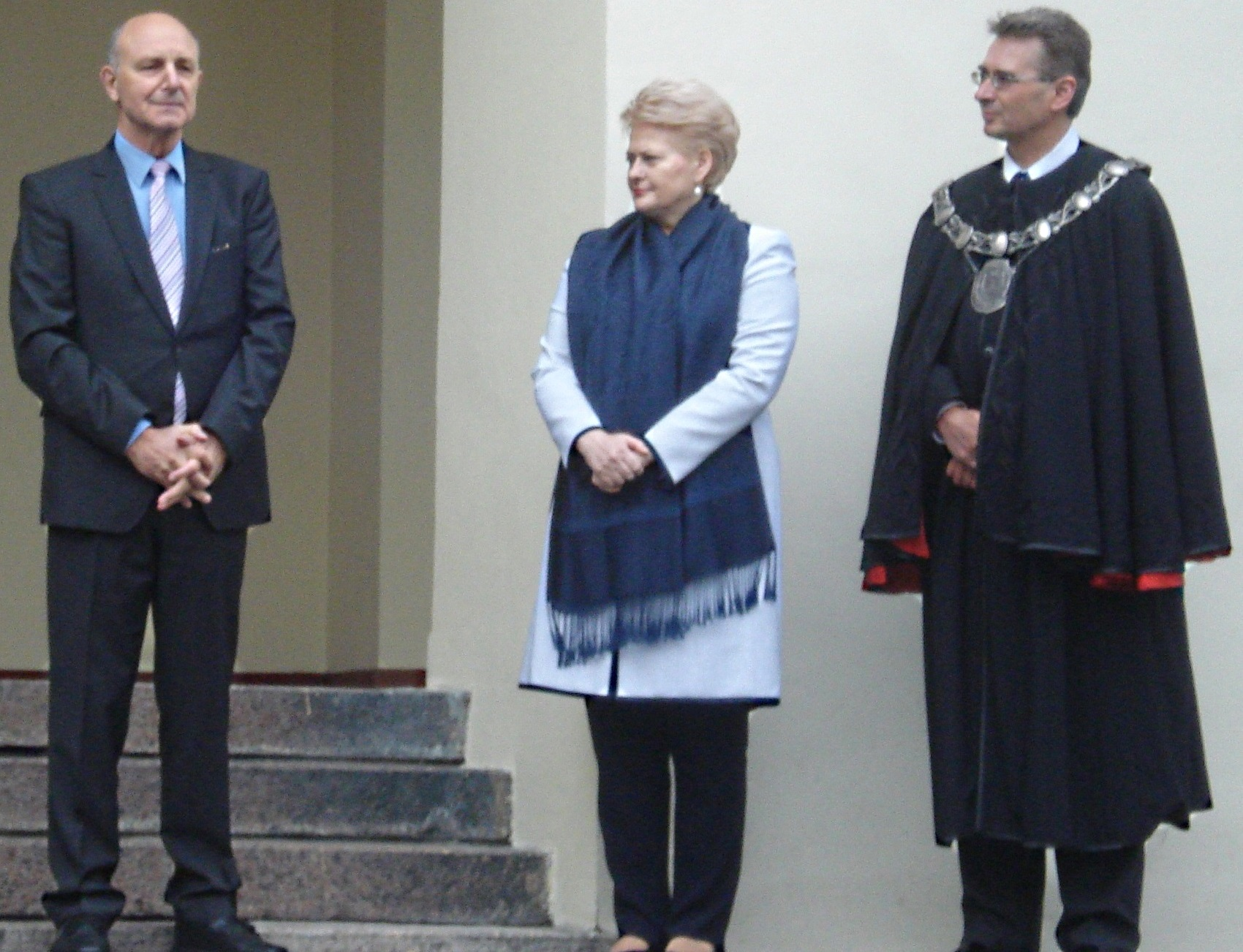
Домас Каунас, Даля Грибаускайте, Юрас Банис на открытии обновлённого памятника Донелайтису в Вильнюсском университете (2014)

Был заведующим кафедрой книговедения и библиографии исторического факультета (1990—1991), заведующим кафедрой книговедения факультета коммуникации (1991—2003), деканом факультета коммуникации Вильнюсского университета 2002—2007), с 2003 года директор Института книговедения и документоведения.
Стажировался в Ягеллонском университете в Кракове (1992, 1999), Институте библиотековедения и информатики в Берлине (1995), Стокгольмском университете (1997), Королевская Шведская академия словесности, истории и древностей (2003).
С 1993 года профессор. С 1996 года член эксперт Академии наук Литвы, с 2007 года член-корреспондент, с 2009 года учёный секретарь.
Председатель Общества библиотекарей Литвы (1992—1995), с 1989 года заместитель председателя Общества книги Литвы, председатель Клуба библиофилов имени Мартинаса Мажвидаса (1993—2004). С 2003 года член Научного общества имени Лейбница в Германии.

## Научная деятельность
Важнейшие направления научной деятельности — книговедение и история культуры Малой Литвы. Опубликовал работы о библиотеках и типографиях Малой Литвы, о периодических изданиях „Nusidavimai Dievo karalystėje“ и „Lietuvininkų prietelis“.
В 1978 — 1990 годах ответственный секретарь научного журнала „Knygotyra“, с 1990 года — ответственный редактор. С 1981 года член редакционной коллегии журнала „Bibliotekų darbas“ (с 1990 года „Tarp knygų“) и серии A „Knygos lietuvių kalba“. В 1997 году был одним из составителей и председателем редакционной коллегии энциклопедического словаря „Knygotyra“. Составитель электронной книги „Lietuviškos knygos metai“ (1998), книг „Bibliofilai“ (2001), „Knygos ir bibliofilijos kultūra“ (2005).

## Труды
- Iš lietuvių knygos istorijos: Klaipėdos krašto lietuvių knyga iki 1919 m. Vilnius: Mokslas, 1986.
- Kaip ąžuols drūts prie Nemunėlio, Mažosios Lietuvos lietuvių poezijos antologija, sudarė ir parengė, 1986.
- Mažosios Lietuvos spaustuvės 1524–1940 m.: žinynas. Vilnius: Mokslas, 1987.
- Mažosios Lietuvos bibliotekos (iki 1940 m.). Vilnius: Valstybinė respublikinė biblioteka, 1987.
- Mažosios Lietuvos knygynai. Vilnius: Lietuvos knygų rūmai, 1992.
- Mažosios Lietuvos knyga: lietuviškos knygos raida, 1547–1940 m. Vilnius, 1991.
- Lietuvių periodikos pirmtakas. Vilnius: Lietuvos knygos d-ja, 1991.
- Donelaičio žemės knygiai: bibliofilijos apybraižos. Vilnius: Mokslo ir enciklopedijų leidykla, 1993.
- Lietuviškoji knyga. 1996.
- Aušrininkas: tautinio atgimimo spaudos kūrėjas Jurgis Mikšas. Vilnius: Kultūra, 1996.
- Klaipėdiškė: susitikimų ir pokalbių su Ieva Simonaityte užrašai. Vilnius: Lietuvos rašytojų sąjungos leidykla, 1997.
- Knygos dalia: Mažosios Lietuvos knygos istorijos tyrinėjimai. Vilnius: Pradai, 1999.
- Mažosios Lietuvos veidai ir vaizdai: 1885—1940 metų ikonografija. Vilnius: Seimo leidykla «Valstybės žinios», 2000.
- Knygos kultūros karininkas. Vilnius: Seimo leidykla «Valstybės žinios», 2004.
- Mažosios Lietuvos kultūros istorijos paveldas. Vertės ir interesų sankirtos požiūriu. Vilnius: Vilniaus universiteto leidykla, 2004.
- Knygos kultūra ir kūrėjas: istoriografiniai tyrimai ir vertinimai. Vilnius: Vilniaus universiteto leidykla, 2009.
- «Auszros» archyvas: Martyno Jankaus rinkinys / Sudarė ir parengė Domas Kaunas ir Audronė Matijošienė. Vilnius: Vilniaus universiteto leidykla, 2011.
- Bibliotheca Georgii comitis de Plater. Jurgio Platerio biblioteka — Lietuvos knygos kultūros ir mokslo paminklas. Vilnius: Vilniaus universiteto leidykla, 2012.

## Награды и премии
- 1994 — Научная премия Литвы
- 1995 — Премия доктора Видунаса (Фонд Малой Литвы, Канада)
- 1997 — Премия Евы Симонайтите
- 1998 — Премия Мартинаса Мажвидаса
- 1997 — Орден Великого князя Литовского Гядиминаса пятой степени
- 2011 — Большой командорский Крест Признания